# Lui Ming-wah
Lui Ming Wah, SBS, JP (chinesisch 呂明華 / 吕明华, Pinyin Lǚ Mínghuá, Jyutping Leoi5 Ming4waa4; * 8. April 1938 in Weihai, Shandong, China) ist ein ehemaliges Mitglied des Legislativrates von Hongkong – LegCo. Von 1998 bis 2008 vertrat er den industriellen Sektor in den funktionalen Wahlkreissitzen. Zudem ist er Ingenieur, Geschäftsmann und Gründungsmitglied der Hong Kong Shandong Business Association.

## Leben
Lui stammte ursprünglich aus der nordchinesischen Provinz Shandong und zog in seiner Kindheit nach Hongkong. Er ging in seiner Jugend zum Studieren ins Ausland. Nach seinem Masterabschluss als Master of Applied Science an der University of New South Wales in Australien erlangte er 1973 in der University of Saskatchewan, Kanada seinen PhD in Ingenieurwissenschaften. Er setzte seine Forschungsarbeit und Vorlesungen an der Universität bis 1976 fort und kehrte im selben Jahr nach Hongkong zurück.
Lui begeistert sich für öffentliche Wohlfahrt und Sozialarbeit, beteiligt sich aktiv an sozialen Diensten und bekleidet Positionen in mehreren Organisationen und Gesellschaften. So war er bereits Ehrenpräsident der Hong Kong Electronics Industry Chamber of Commerce, Berater des Hong Kong International Arbitration Center (einem Ausschuss der Regierung), Direktor der Hong Kong Mandatory Provident Fund Authority. 1994 wurde er vom Hongkonger und Macau-Büro des Staatsrates und der Hongkonger Zweigstelle der Nachrichtenagentur Xinhua zum Berater für Hongkong-Angelegenheiten ernannt. 1998, nachdem Lui zum Mitglied des Hongkonger Legislativrates gewählt wurde, beteiligte er sich aktiv an der Arbeit des Legislativrates auf der Grundlage des Prinzips „Förderung der Industrie im Dienste der Gesellschaft“. Er war bis 2008 Mitglied des Legislativrates von Hongkong.

### Geschäftsführer
- Chinese Manufacturers’ Association of Hong Kong
- Wenming Electronics Co., Ltd.
- Keystone Electronics Co. Ltd.

### Berater
- Shenzhen Overseas Friendship Association
- beratender Professor an der Shandong-Universität

### Direktor
- Hebei Overseas Friendship Association

### Vorsitzender
- Hong Kong Shandong Business Association
- Hong Kong Electronic Industries Association Ltd.

### Präsident
- Hong Kong Association for the Advancement of Science & Tech
- Hong Kong General Chamber of Commerce
- Handelskammer von Hong Kong Shandong

### Vizepräsident
- Chinese Manufacturers’ Association of Hong Kong
- Shandong Federation of Industry and Commerce

### Mitglied
- Ausschusses des Shandong-Provinzkomitees der Politischen Konsultativkonferenz des chinesischen Volkes
- Die Hong Kong Polytechnic University
- Chinese People Political Consultative Conference of Guangdong
- Economic Development Commission (Hongkong)

### Ratsmitglied
- China Overseas Friendship Association

### Vorstand
- Gold Peak Technology Group Ltd.
- L.K. Technology Holdings Ltd.
- AV Concept Holdings Ltd.
- PLS Holdings Ltd.